# Montjoyer
Montjoyer là một xã thuộc tỉnh Drôme trong vùng Auvergne-Rhône-Alpes đông nam nước Pháp. Xã Montjoyer nằm ở khu vực có độ cao từ 200-472 mét trên mực nước biển.
- Aiguebelle Abbey